# Sonya Deville
Daria Berenato (née le 24 septembre 1993 à Shamong Township (New Jersey) est une pratiquante d'arts martiaux mixtes et une catcheuse (lutteuse professionnelle) américaine. Elle est connu pour son travail à la World Wrestling Entertainment sous le nom de Sonya Deville.
Berenato était une des participantes dans la saison 6 de Tough Enough, où elle est arrivée 11e. En octobre 2015, elle a signé un contrat avec la WWE et s'entraine dans le WWE Performance Center.

## Jeunesse
Berenato est née à Shamong Township dans le New Jersey. Au lycée, elle fait partie des équipes de basketball et de crosse. Elle cesse de pratiquer ces deux sports après s'être essayé aux arts martiaux mixtes.

## Carrière dans les arts martiaux mixtes
Berenato s'entraîne à Liberty Boxing, une salle situé à une heure de route de chez elle. Puisqu'il n'y a pas de fédérations d'arts martiaux mixtes féminines au New Jersey, elle affronte des hommes pour ses premiers combats en amateur.
Après l'obtention de son diplôme de fin d'études secondaire, elle part en Floride puis en Californie. Elle fait ses trois combats professionnels en Californie et a un bilan de deux victoires pour une défaite. Durant cette période, elle est aussi co-présentatrice de l'émission UFC AfterBuzz diffusé par la chaine AfterBuzz sur YouTube.

## Carrière de catcheuse

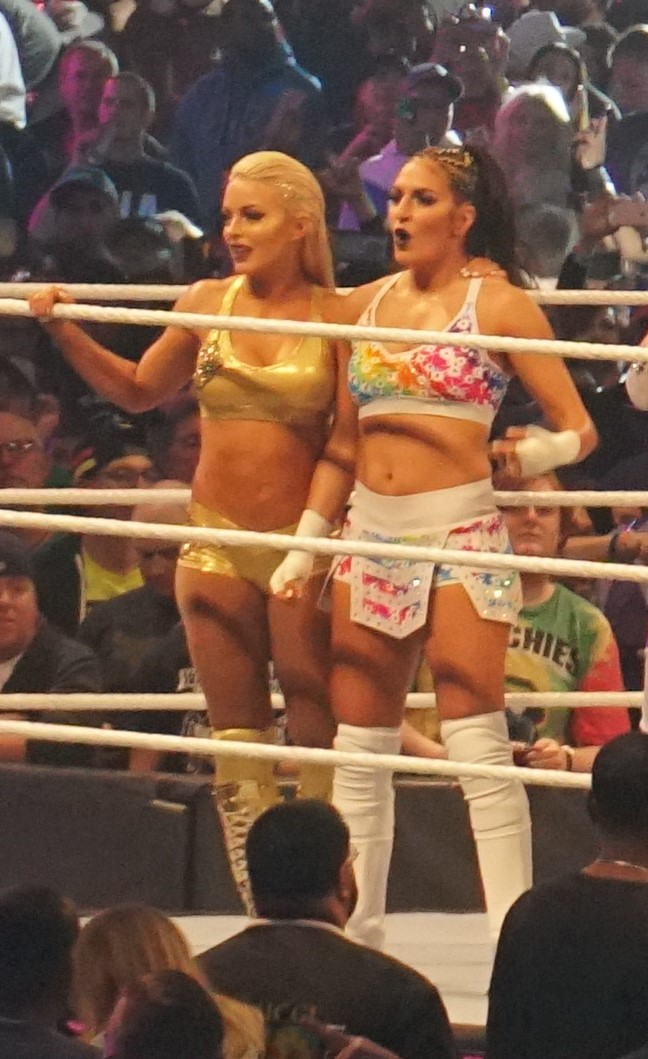
Mandy Rose et Sonya Deville (à gauche) au battle royale de WrestleMania 34, première battle royale Féminine.

### World Wrestling Entertainment (2015-...)

#### Tough Enough (2015)
En juin 2015, la World Wrestling Entertainment (WWE) annonce que Berenato est une des participantes de l'émission WWE Tough Enough, une émission de téléréalité. Elle se fait éliminer au cours de l'émission du 7 juillet où le gimmick qu'elle propose ne plait pas à Daniel Bryan. Elle ne parvient à plaire au public durant son entrée sur le ring.

#### Passage à laNXT(2015-2017)
En septembre 2015, la WWE invite Berenato à participer à des essais au WWE Performance Center. Elle parvient à convaincre les recruteurs de la WWE de l'engager et signe un contrat fin octobre. Elle perd son premier combat face à Nia Jax le 3 décembre au cours d'un spectacle non télévisé de la NXT.
Elle apparaît pour la première fois dans un match enregistré le 17 août 2016 où elle fait équipe avec Alexa Bliss et Mandy Rose et perdent face à Carmella, Liv Morgan et Nikki Cross.
Le 22 novembre à NXT, elle perd contre Ruby Riott. Le 6 décembre à NXT, elle bat Ruby Riott au cours d'un No Holds Barred Match. Le 27 décembre 2017 à NXT, elle perd contre Ember Moon et ne remporte pas le NXT Women's Championship.

#### Débuts àRaw, The Absolution (2017-2018)
Le 20 novembre 2017 à Raw, elle rejoint le clan Absolution, composé de Mandy Rose et Paige. Les trois femmes effectuent un Heel Turn et attaquent Sasha Banks, Mickie James, Bayley et la championne de Raw, Alexa Bliss. 
Le 28 janvier 2018 au Royal Rumble, elle entre dans le tout premier Royal Rumble match féminin de l'histoire en 10e position, élimine Torrie Wilson, avant d'être elle-même éliminée par Michelle McCool. Le 25 février à Elimination Chamber, elle ne remporte pas le titre féminin de Raw, battue par Alexa Bliss dans le tout premier Elimination Chamber match féminin de l'histoire, qui inclut également Bayley, Mandy Rose, Mickie James et Sasha Banks.
Le 8 avril lors du pré-show à WrestleMania 34, elle ne remporte pas la toute première Women's Battle Royal, gagnée par Naomi. Le lendemain à Raw, Paige annonce officiellement la fin de sa carrière de catcheuse, à la suite d'une blessure à la nuque qui l'éloigne des rings pour une durée indéterminée, ce qui met fin au groupe Absolution.

#### Draft àSmackDown Live, Fire & Desire, dissolution du groupe et départ (2018-2020)
Le 17 avril à SmackDown Live, lors du Superstar Shake-Up, Mandy Rose et elle sont officiellement transférées au show bleu et se font désormais appeler Fire & Desire.
Le 28 octobre à Evolution, elles ne remportent pas la Women's Battle Royal, gagnée par Nia Jax, et ne deviennent pas aspirantes no 1 à un titre féminin. Le 18 novembre aux Survivor Series, l'équipe SmackDown (Naomi, Asuka, Carmella et elles) perd face à celle de Raw (Bayley, Sasha Banks, Mickie James, Nia Jax et Tamina) dans un Women's 5-on-5 Traditional Survivor Series Elimination Tag Team match.
Le 27 janvier 2019 au Royal Rumble, elle entre dans le Royal Rumble match féminin en 25e position, mais se fait éliminer par Alexa Bliss. Le 17 février à Elimination Chamber, sa partenaire et elle ne deviennent pas les premières championnes par équipe de la WWE, battues par la Boss'n'Hug Connection dans un Elimination Chamber Tag Team match, qui inclut également Nia Jax, Tamina, le Riott Squad (Liv Morgan et Sarah Logan), les IIconics, Carmella et Naomi. 
Le 7 avril lors du pré-show à WrestleMania 35, elles ne remportent pas la Women's Battle Royal, gagnée par Carmella.
Le 5 août à Raw, elles ne remportent pas, une nouvelle fois, les titres féminins par équipe de la WWE, battues par Alexa Bliss et Nikki Cross dans un Fatal 4-Way Elimination Tag Team match, qui inclut également les Kabuki Warriors (Asuka et Kairi Sane) et les ex-championnes, les IIconics. Le 15 septembre à Clash of Champions, elles ne remportent pas, pour la troisième fois fois, les titres féminins par équipe de la WWE, battues par leurs mêmes adversaires.
Le 26 janvier 2020 au Royal Rumble, elle entre dans le Royal Rumble match féminin en 10e position, élimine Mercedes Martinez avec l'aide de sa partenaire, avant d'être elle-même éliminée par Bianca Belair.
Le 3 avril à SmackDown, sa coéquipière et elle interrompent le tabassage de Dolph Ziggler sur Tucker. Un pirate du glitch révèle ensuite que c'est elle a envoyé les messages à Otis à la place de sa partenaire pour annuler leur rendez-vous, puis élaboré un plan avec The ShowOff pour briser la relation naissante entre son ancienne amie et le catcheur, ce qui provoque la séparation du duo. Le 5 avril à WrestleMania 36, elle accompagne Dolph Ziggler pour son match face à Otis. Durant le match, elle distrait l'arbitre, pendant que son nouvel allié porte un Low Blow sur son adversaire. Son ex-équipière fait son apparition durant le match, la gifle, porte elle aussi un Low Blow sur Ziggler, permettant à Otis de gagner le combat.
Le 23 août à SummerSlam, elle perd face à Mandy Rose dans un No Disqualification match et est contrainte de quitter la compagnie.

#### Retour en officielle de la WWE avec Adam Pearce, en catcheuse, championne par équipes avec Chelsea Green et blessure (2021-2023)
Le 1er janvier 2021 à SmackDown, elle fait son retour dans les coulisses du show bleu. La semaine suivante à SmackDown, on apprend qu'elle est officielle de la WWE avec Adam Pearce.
Le 29 janvier 2022 au Royal Rumble, elle entre dans le Women's Royal Rumble match en 11e position, élimine Cameron, avant d'être elle-même éliminée par Naomi, mais réussit à l'éliminer avec elle. Le 19 février à Elimination Chamber, Charlotte Flair et elle perdent face à Ronda Rousey et Naomi par soumission.
Le 8 mai à Raw, Adam Pearce lui annonce que, à la suite de son comportement non-professionnel et ses nombreux abus de pouvoir, elle n'est plus une officielle, mais reste néanmoins une Superstar de la WWE. Elle perd ensuite face à Alexa Bliss, de retour après 4 mois d'absence.
Le 28 janvier 2023 au Royal Rumble, elle entre dans le Women's Royal Rumble match en 27e position, élimine Zoey Stark, Indi Hartwell et Nia Jax (avec l'aide de 10 autres Superstars) avant d'être elle-même éliminée par Asuka. Le 27 mars à Raw, elle s'allie officiellement avec Chelsea Green et ensemble, les deux catcheuses battent Candice LeRae et "Michin" Mia Yim.
Le 2 avril à WrestleMania 39, elles perdent face à Ronda Rousey et Shayna Baszler par soumission dans un Women's WrestleMania Showcase Fatal 4-Way Tag Team match qui inclut également Liv Morgan et Raquel Rodriguez, Natalya et Shotzi. Le 29 avril à SmackDown LowDown, elles sont annoncées être officiellement transférées à Raw.
Le 17 juillet à Raw, elles deviennent les nouvelles championnes par équipes en battant Raquel Rodriguez et Liv Morgan, remportant les titres pour la première fois de leurs carrières. Le 7 août, elle annonce, sur les réseaux sociaux, souffrir d'une rupture du ligament croisé antérieur et devoir s'absenter pour une durée indéterminée.

#### Retour de blessure, alliance avec Shayna Baszler et Zoey Stark et départ (2024-2025)
Le 20 mai 2024 à Raw, elle fait son retour de blessure après 9 mois d'absence.
Le 8 juillet à Raw, elle forme officiellement un trio nommé Pure Fusion Collective avec Shayna Baszler et Zoey Stark et ensemble, les trois catcheuses attaquent Damage CTRL (Dakota Kai, IYO SKY et Kairi Sane).
Le 7 février 2025, elle a été informée que la WWE ne renouvellerait pas son contrat, qui se terminera en fin février.

## Vie privée
Elle est lesbienne et fait son coming out au cours des enregistrements de WWE Tough Enough. Elle a été en couple avec Zahra Schreiber, qui est l'ex petite amie de Seth Rollins.
Elle est actuellement en couple avec Toni Cassano, mannequin et adepte du fitness.

## Palmarès
- World Wrestling Entertainment
  - 1 fois championne par équipes - avec Chelsea Green

## Palmarès en arts martiaux mixtes
| 3 combats      | 2 victoires | 1 défaites |
| Par KO         | 1           | 0          |
| Par soumission | 1           | 0          |
| Sur décision   | 0           | 1          |

| Résultat | Record | Adversaire     | Méthode                                 | Événement                 | Date            | Round | Temps | Lieu                     | Notes                                                                        |
| -------- | ------ | -------------- | --------------------------------------- | ------------------------- | --------------- | ----- | ----- | ------------------------ | ---------------------------------------------------------------------------- |
| Défaite  | 2-1    | Jasmine Pouncy | Décision unanime                        | U of MMA - Fight Night 9  | 8 mars 2015     | 3     | 2:00  | Los Angeles (Californie) | Première défaite en professionnel et dernier combat en arts martiaux mixtes. |
| Victoire | 2-0    | Jeselia Perez  | KO technique                            | California Fight League 2 | 7 février 2015  | 2     | 2:00  | Victorville (Californie) |                                                                              |
| Victoire | 1-0    | Allenita Perez | Soumission (étranglement en guillotine) | California Fight League 1 | 11 octobre 2014 | 3     | 1:09  | Adelanto (Californie)    |                                                                              |